# Francesco Maria Angeli
Francesco Maria Angeli O.F.M.Conv. (Assisi, 1632 – Assisi, 1697) è stato un francescano e compositore italiano.

## Biografia
Chiamato anche "Il Rivotorto" dalla località di Assisi in cui nacque, entrò tra i Frati Minori Conventuali del Sacro Convento. Studiò poi a Perugia e a San Francesco di Bologna dove nel 1655 risulta Maestro di cappella "in tempo del Capitolo".
Fu in seguito a Spoleto e a Palermo e quindi rientrò al Sacro Convento di Assisi dove visse fino alla morte. La musica della Basilica di San Francesco fiorì notevolmente sotto la sua direzione. Godette di un'alta reputazione come contrappuntista, arte alla quale dedicò nel 1691 un breve trattato dal titolo Sommario del Contrapunto.
Ad Assisi fu Reggente nel 1658 e quindi Custode dal 1686 al 1688 e dal 1690 al 1692. Fu anche Provinciale dell'Umbria. 
Insieme a diverse composizioni sacre scrisse l'opera Collis Paradisi amoenitas pubblicata postuma nel 1704.